# Mucio Valdovinos
Mucio Valdovinos (1808-1864) fue un sacerdote, escritor y político nacido en Valladolid, hoy Morelia. Escritor y político, miembro fundador de instituciones culturales, como la Academia Mexicana de la Lengua, fue también una figura destacada del Partido Conservador. Fungió como Consejero de Estado del presidente Antonio López de Santa Anna. Como escritor fue autor de artículos y obras de teatro, pero su obra más reconocida fue Contestación del presbítero... a la defensa del Sr. D. José María Ansorena, escrita por su hijo el Lic. José Ignacio, para vindicarlo de las criminales imputaciones que se le hacen en el segundo tomo de la obra titulada, Historia de México por D. Lucas Alamán

## Trayectoria
Además de escritor y político, Mucio Valdovinos fue sacerdote y catedrático. Perteneció a la Academia Mexicana de la Lengua, de donde fue miembro fundador, y a la Sociedad Promovedora de Mejoras Materiales. También fue miembro de la Sociedad Mexicana de Geografía y Estadística. 

## Escritor
Entre sus obras se encuentran artículos, discursos panegíricos, obras de teatro e incluso consejos para la mujer. Colaboró en El Universal, La Cruz y El Mosaico. Es autor de Mis Consejos a una Esposa, Manual de la Virtud, el Discurso Panegírico de Nuestro Señor Jesucristo y La Sociedad de los trece o los conservadores por dentro, que pertenece al género literario ligero, conocido como juguete cómico, típico del teatro del siglo XIX. La mayoría de sus obras fueron publicadas en la última década de su vida.
Como escritor, colaboró para hacer llegar artículos de divulgación científica a los artesanos.
Fue principalmente conocido por la contestación que le hizo al Lic. José Ignacio, quien escribió una defensa para reivindicar a su padre, el Sr. D. José María Ansorena, quien fue acusado por Lucas Alamán de haber asesinado europeos pacíficos que vivían en Valladolid cuando los insurgentes entraron en 1810, en el marco de primera etapa de la lucha por la independencia de Nueva España. Alamán lo acusó en el segundo tomo de su obra Historia de México.

## Político
Fue una figura destacada del Partido Conservador. Antes de ello, fue Secretario de la Logia Escocesa, que dio lugar a dicho partido. Fue dos veces representante de Guanajuato en el Congreso de la Unión, dedicando sus últimos años de vida al magisterio.

## Sacerdote
Como religioso, formó parte tanto del clero regular como del secular. Inició su vida conventual como sacerdote agustino y posteriormente pidió permiso para volverse parte del clero secular, licencia que le fue concedida. También se dedicó a enseñar teología.

## Grutas de Cacahuamilpa

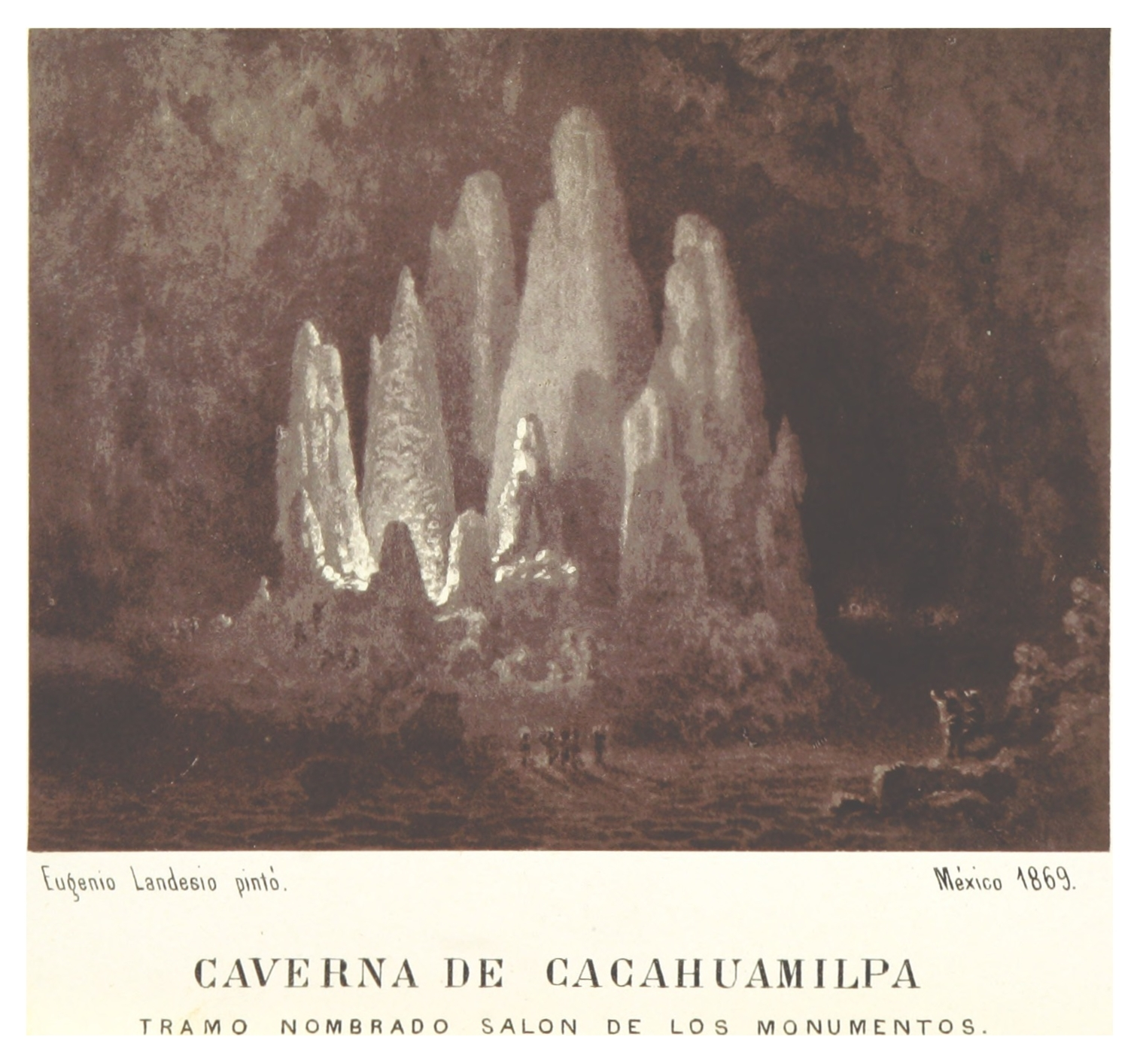
Eugenio Landesio pintó en 1868 las Grutas de Cacahuamilpa

Se le atribuye a Mucio Valdovinos haber sido quien dio a conocer las Grutas de Cacahuamilpa (ahora Parque nacional Grutas de Cacahuamilpa). Supo de su existencia porque en su carácter de sacerdote escuchó la confesión de acaudalado propietario de Tetecala, Morelos, Manuel Sainz de la Peña Miranda, quien le confesó que se había escondido ahí ya que en una pelea hirió a su adversario, Juan Puyadi, ocurrida hacia 1827. Durante su estancia ahí, Sainz se dio cuenta de las maravillas que encerraba su refugio y al regresar a Tetecala, decidió contarle al sacerdote.
Valdovinos, posteriormente dio a conocer la existencia de las grutas y se cree que por eso en 1833 comenzó a explorarse lo que ahora es el mencionado parque nacional.

## Obras
Entre sus obras destacan:
| Título | Colaboración                                                            | Tipo de obra   | Año de publicación |
| “Industria” (Revista Mensual de la Sociedad Promovedora de Mejoras Materiales) | Autoría                                                                 | Artículo       | 1852               |
| Mis Consejos a una Esposa | Autoría                                                                 | Libro          | 1854               |
| Manual de la Virtud | Autoría                                                                 | Libro          | 1851               |
| Discurso Panegírico de Nuestro Señor Jesucristo | Autoría                                                                 | Discurso       | 1854               |
| La Sociedad de los trece o los conservadores por dentro | Autoría                                                                 | Obra de teatro | 1859               |
| “Dictamen”(Boletín de la Sociedad Mexicana de Geografía y Estadística) | Coautoría con Charles Étienne Brasseur de Bourbourg y Manuel Larráinzar | Artículo       | 1864               |
| La semana del Santísimo Sacramento y Ley de Reglamento Interior de la Escuela Nacional de Agricultura | Autoría                                                                 | Libro          | 1856               |
| Breves reflexiones que hace el P. Valdovinos sobre el estado actual del partido teocrático y representación que los súbditos de su majestad B. residentes en México, llevan a su ministerio a consecuencia de los asesinatos que Márquez perpetró en Tacubaya. | Autoría                                                                 | Libro          | 1859               |
| El libro indispensable para los niños. Contiene máximas y preceptos de moral, de religión, de urbanidad, etc. | Autoría                                                                 | Libro          | 1851               |
| Contestación del presbítero don Mucio Valdovinos al licenciado don José Ignacio Anzorena sobre los asesinatos de Valladolid. | Autoría                                                                 | Carta          | 1850               |

## Sociedad Mexicana de Geografía y Estadística
El gobierno mexicano, después de múltiples discusiones llegó a la conclusión que la razón por la que fallaban las medidas administrativas se debía al “estado de ignorancia acerca de la verdadera naturaleza de la Nación” (Cifuentes,2002). Por lo que los Ministerios de Relaciones Interiores y Exteriores, Marina y al de Fomento se dedicaron a promover la creación de agrupaciones científicas. Gracias a estos esfuerzos, surgieron: el Instituto de Geografía y Estadística en 1833, la comisión de Estadística Militar en 1839, y por último la Sociedad Mexicana de Geografía y Estadística en 1851 a la que perteneció Valdovinos.
Junto con Charles Étienne Brasseur de Bourbourg y Manuel Larráinzar encabezó un programa destinado a hacer un banco de datos sobre las lenguas del país. Una vez completado, se pretendía hacer una comparación de estas. Según el INAH, la obra Colección Polidiómica Mexicana, obra que contiene la oración dominical en 52 idiomas indígenas de aquella República(Cifuentes,2002) contiene los hallazgos del programa, obra que se dedicó al Papa Pío IX. Este trabajo estuvo inspirado en el texto de Clavijero Noticia de las personas que han escrito o publicado algunas obras sobre idiomas que se hablan en la república.